# Вескан (Канзас)
Вескан (англ. Weskan) — переписна місцевість (CDP) в США, в окрузі Воллес штату Канзас. Населення — 158 осіб (2020).

## Географія
Вескан розташований за координатами 38°51′55″ пн. ш. 101°58′5″ зх. д. / 38.86528° пн. ш. 101.96806° зх. д. (38.865253, -101.968141).  За даними Бюро перепису населення США в 2010 році переписна місцевість мала площу 6,84 км², уся площа — суходіл.

## Демографія
Згідно з переписом 2010 року, у переписній місцевості мешкала 161 особа в 63 домогосподарствах у складі 46 родин. Густота населення становила 24 особи/км².  Було 69 помешкань (10/км²).
Расовий склад населення:
| - 89,4 % — білих - 0,6 % — чорних або афроамериканців - 8,7 % — осіб інших рас |

До двох чи більше рас належало 1,2 %. Частка іспаномовних становила 20,5 % від усіх жителів.
За віковим діапазоном населення розподілялося таким чином: 25,5 % — особи молодші 18 років, 60,8 % — особи у віці 18—64 років, 13,7 % — особи у віці 65 років та старші. Медіана віку мешканця становила 38,5 року. На 100 осіб жіночої статі у переписній місцевості припадало 106,4 чоловіків;  на 100 жінок у віці від 18 років та старших — 106,9 чоловіків також старших 18 років.
Середній дохід на одне домашнє господарство  становив 67 781 долар США (медіана — 56 667), а середній дохід на одну сім'ю — 78 084 долари (медіана — 70 000). Медіана доходів становила 47 188 доларів для чоловіків та 35 139 доларів для жінок. За межею бідності перебувало 1,9 % осіб, у тому числі 0,0 % дітей у віці до 18 років та 4,8 % осіб у віці 65 років та старших.
Цивільне працевлаштоване населення становило 108 осіб. Основні галузі зайнятості: сільське господарство, лісництво, риболовля — 42,6 %, освіта, охорона здоров'я та соціальна допомога — 17,6 %, транспорт — 10,2 %, оптова торгівля — 8,3 %.